# Euploea albocincta
Euploea albocincta är en fjärilsart som beskrevs av Van Eecke 1915. Euploea albocincta ingår i släktet Euploea och familjen praktfjärilar. Inga underarter finns listade i Catalogue of Life.